# Камышеваха (Северодонецкий район)
Камышева́ха (укр. Комишуваха) — посёлок, относится к Северодонецкому району Луганской области Украины.

## Географическое положение
Посёлок расположен на реке Камышевахе (левом притоке Лугани, бассейн Северского Донца).
В Луганской области имеется ещё один одноимённый посёлок Камышеваха в Лутугинском районе.

## История
Село являлось центром Камышевахской волости Бахмутского уезда Екатеринославской губернии Российской империи.
28 октября 1938 года Камышеваха получила статус посёлка городского типа.
В январе 1989 года численность населения составляла 3427 человек.
В июле 1995 года Кабинет министров Украины утвердил решение о приватизации находившегося здесь совхоза.
В январе 2013 года численность населения составляла 2235 человек.

## Транспорт
Через посёлок проходит автомобильная дорога Артемовск — Камышеваха — Попасная.

### Местный совет
93340, Луганська обл., Попаснянський р-н, смт. Комишуваха, вул. Космічна, 1 (укр.)

## Известные люди
В Камышевахе родился Герой Советского Союза А. И. Вербицкий и Герой Социалистического Труда Е. А. Панченко.